# The 7 Kings of Rock & Roll
The 7 Kings of Rock & Roll is een Engelstalige single van het Belgische Onehit-wonder The Yéh-Yéhs uit 1986.
De single bevatte naast de titelsong de liedjes Say Yéh, Drivin' to the Sun en I Am (So Sorry)''.

## Meewerkende artiesten
- Hugo Matthysen
- Marcel Vanthilt
- Bart Peeters
- Peter Celis